# 卡尔·扬森
卡尔·扬森（德語：Karl Jansen，1908年5月28日—1961年11月13日），德国男子举重运动员。他曾代表德国参加1936年夏季奥林匹克运动会举重比赛，获得男子67.5公斤级铜牌。他于1961年在埃森去世。